# Sistema de suporte à decisão

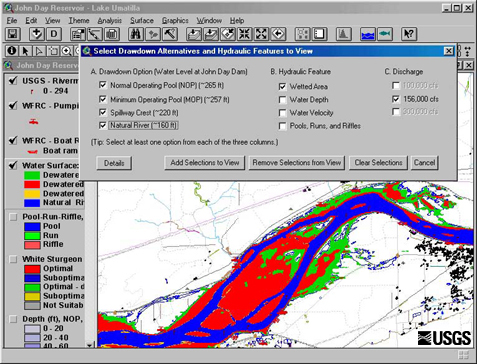
Sistema de suporte à decisão para o reservatório John Day

Sistemas de apoio à decisão (em inglês, Decision Support Systems) é uma classe de Sistemas de Informação ou Sistemas baseados em Conhecimento. Refere-se simplesmente a um modelo genérico de tomada de decisão que analisa um grande número de variáveis para que seja possível o posicionamento a uma determinada questão .